# 인천 현대제철 레드엔젤스
인천 현대제철 레드엔젤스 WFC(Incheon Hyundai Steel Red Angels Women's Football Club)는 대한민국 인천광역시에 있는 축구 선수단이다. 현대제철이 운영하는 여자 세미프로 축구단이며, 1993년 12월에 창단되었다. 대한민국 최초의 여자 실업 축구단이다. 현대자동차그룹 계열사인 현대제철에서 운영하고 있으며 연고지는 인천광역시이다. 현재 WK리그에 참가하고 있으며 홈 경기장은 남동아시아드럭비경기장이다. 또한 인천광역시 서구 원창동에 전용 훈련장이 있으며, 숙소는 인천광역시 서구 경서동에 있다.

## 역사

### 창단 초기
1993년 12월 1일 인천제철 여자 축구단이라는 명칭으로 창단하였으며 이는 대한민국 최초의 여자 실업축구단이다.

### 2012 시즌
2012년 WK리그에서는 16승 2무 3패로 정규리그 2위를 기록했으며, 플레이오프에서 전북 KSPO를 3:2로 이기고 챔피언결정전에 진출했다. 보은에서 열린 챔피언결정전 1차전에서 고양 대교를 상대로 1:0으로 이겼으나, 고양에서 열린 2차전에서 1:3으로 패하며 준우승을 차지했다. 2009년부터 2012년까지 매년 챔피언결정전에 진출했으나 4번 모두 준우승에 머물렀다. 그러나 전국여자축구선수권대회와 대구에서 열린 전국체육대회에서는 우승을 차지했다.

### 2013 시즌
2013년 WK리그 신인 드래프트에서는 1순위 김지은과 2순위 고경연에 이어 5순위 심단비, 6순위 박지미를 뽑았다. 또한 2012년 해체된 충남 일화 천마에서 강유미를 드래프트로 뽑아 전력을 강화했다. 한편 2013년 외국인 선수로는 2012년 일본에서 열렸던 2012년 FIFA U-20 여자 월드컵의 브라질 U-20 대표팀 출신이자 성인 대표팀 출신인 따이스와 베아트리즈를 영입해 전력을 한층 더 상승시켰다.
정규리그에서는 24경기 15승 5무 4패, 승점 50점, 득점 44, 실점 15, 득실차 +29로 정규리그에서 1위를 차지했다.
인천 현대제철 레드엔젤스는 플레이오프 승자인 서울시청과 10월 7일과 14일에 챔피언 결정전을 치렀다.
10월 7일 보은공설운동장에서 열린 챔피언 결정전 1차전은 전반 19분 서울시청의 이동주에게 한 골을 허용했으나, 후반 47분 정설빈의 골로 1:1 무승부를 기록했다.
10월 14일 서울월드컵경기장에서 열린 챔피언 결정전 2차전은 전반 15분 서울시청의 박은선에게 한 골을 허용했으나, 후반 17분 따이스, 후반 24분 이세진, 후반 43분 문미라의 쐐기골로 승리를 확정지었다.
이로서 통합스코어 4:2로 인천 현대제철 레드엔젤스가 승리함으로써 2013 WK리그 챔피언에 올랐다.

### 2014 시즌
2014년 WK리그 신인 드래프트에서는 1순위 백은미와 2순위 신혜선, 추가지명으로 장민영을 뽑았다. 2014년 외국인 선수로는 지난 시즌 계약한 따이스와 비아가 그대로 올시즌 재계약을 하였다.
한편, FA로 유영아, 김혜리, 김나래, 신민아를 영입했다.
2014 WK리그에서 16승 5무 3패 승점 53점으로 정규리그 1위를 차지했다.
플레이오프에서 서울시청을 이기고 온 고양 대교와 챔피언 결정전을 치러 1차전 1:0, 2차전 0:0으로 합계 1승 1무로 2014 WK리그 챔피언에 올랐다.
2013년에 이어 2014년에도 챔피언에 등극함으로써 2년 연속 챔피언의 자리를 지켰다.
특히 그동안 번번히 챔피언의 문턱에서 인천 현대제철의 발목을 잡은 고양 대교를 이기고 챔피언에 오름으로써 기쁨이 2배로 더해졌다.
챔피언 결정전 MVP는 김정미가 수상했다.

### 2015 시즌
지난 3년간 주장이었던 이세진을 비롯 문미라, 강유미, 이은경이 FA로 타팀으로 이적했다. 하지만 이들의 공백을 드래프트에서 김두리, 안지혜, 권민지, 김민지를 선발하고 FA로 서울시청에서 박시후와 신인숙을 영입함으로써 FA로 나간 4명의 선수들을 공백을 메꾸었다. 외국인 선수인 따이스와 비아는 3년째 팀과 함께 했다. 8월 울산에서 열린 제14회 전국여자축구선수권대회에서는 3년만에 우승을 차지했다.
2015 WK리그 정규리그에서는 19승 4무 1패 승점 61점으로 WK리그 최초 3년 연속 정규리그 1위를 차지했다. 아울러 정규리그 최종전 28R에서 대전스포츠토토에게 1:0으로 승리를 함으로써 WK리그 최초 정규리그 팀통산 100승을 달성했다.
11월 2일 이천종합운동장에서 열린 챔피언 결정전 1차전은 양팀 0:0으로 승부를 가리지 못했다.
11월 9일 인천남동아시아드경기장에서 열린 챔피언 결정전 2차전에서는 후반전까지 0:0으로 승부를 가리지 못해 연장전으로 넘어갔다.
연장 전반 8분 김상은이 골을 성공시키면서 1:0으로 앞서 나가기 시작했고 이 상황은 연장전 30분이 지나고 연장 후반 추가 시간까지 이어져 이천 대교의 4번째 우승이 눈앞에 있었다. 하지만 연장 후반 추가시간 2분 중 1분 20여초가 지나는 순간 인천 현대제철의 비야가 왼쪽에서 크로스를 올렸고 이 공이 페넬티 에어리어 안에 있는 이세은 선수에게로 향하는 도중 이천 대교의 김아름이 파울을 범하면서 인천 현대제철이 PK를 얻어 비야가 성공함으로써 1:1로 경기를 마쳤다.
이어진 승부차기에서 양팀 1번 키커인 박은선과 이세은이 성공시켰으며, 이천 대교의 2번 키커인 쁘레치냐의 슛이 골포스트를 맞고 나왔고 이어 인천 현대제철의 김도연이 성공함으로써 승부차기에서 1:2로 인천 현대제철이 앞서기 시작했다. 양팀 3번 키커인 이은미와 비야가 나란히 골을 성공했고, 이천 대교의 4번 키커인 문미라가 성공한 반면 인천 현대제철의 4번 키커인 김나래는 실축을 하여 양팀 3:3인 상황이 되었다. 이에 마지막 5번 키커에 챔피언의 운명이 걸린 상황에서 이천 대교는 전민경을 키커로 내세웠으나 전민경이 실축하고 인천 현대제철의 5번 키커인 김정미가 성공함으로써 승부차기 4:3으로 인천 현대제철이 2015 WK리그 챔피언의 자리에 올랐다.
이로써 인천 현대제철은 WK리그 최초 3년 연속 통합 우승이라는 기록을 세웠다.
챔피언 결정전의 MVP는 이세은이 수상했다.

### 2016 시즌
전가을의 NWSL 웨스턴뉴욕플래시로의 이적과 조소현의 나데시코리그 INAC 고베 레오네사 이적으로 생긴 공백을 박희영, 전은하 (이상 전 구미 스포츠토토), 김담비 (전 화천 KSPO)의 영입으로 자리를 메꿨으며 아시아쿼터로 호주 멜버른시티에서 뛰었던 에이미를 영입했다. 지난 시즌에 뛰었던 김지은은 수원FMC로, 김민지는 서울시청으로 이적했다.
8월 울산에서 열린 제15회 전국여자축구선수권대회에서 2년 연속 우승을 차지했다.
2016 WK리그 정규리그에서는 16승 7무 1패 승점 55점으로 WK리그 최초 4년 연속 정규리그 1위를 차지했다.
이천에서 열린 2016 WK리그 챔피언 결정전에서는 0:0으로 비겼으나 인천에서 열린 2차전에서 비야의 헤트트릭 포함 4골을 넣으며 4:0으로 승리했다. 비야는 이 경기에서 MVP를 수상했다.
이로써 인천 현대제철은 WK리그 최초로 4번째 별을 달았으며, 4년 연속 통합 우승이라는 기록을 달성했다.

### 2017 시즌
지난 시즌 종료 후 김나래, 유영아, 백은미가 FA로 인해 타팀으로 이적했다. 하지만 조소현이 INAC 고베 레오네사에서, 전가을이 웨스턴뉴욕플래시로부터 임대 복귀했다. 아울러 신인 드래프트에서 U-20 월드컵 멤버인 윤선영, 울산과학대 출신 미드필더 안보라를 영입했다. 아시아쿼터로 호주 캔버라 유나이티드에서 뛴 엠마 체커를 영입했다. 2017 WK리그 정규리그에서는 22승 4무 2패 승점 70점으로 WK리그 최초 5년 연속 정규리그 1위(통산 6번째 정규리그 1위)를 차지했다.
화천에서 열린 2017 WK리그 챔피언 결정전 1차전에서 3:0으로 이기고 인천에서 열린 2차전에서도 3:0으로 승리했다. 챔피언 결정전 MVP는 2차전에서 2골을 넣은 조소현이 수상했다. 이로써 인천 현대제철은 WK리그 최초로 5번째 별을 달았으며, 5년 연속 통합 우승이라는 기록을 달성했다. 이 시즌을 마지막으로 박시후는 은퇴했다. 아울러 이민아는 INAC 고베 레오네사로 이적을 했다.

### 2018 시즌
FA로 장민영이 구미 스포츠토토로, 안보라가 화천 KSPO로 이적했다. 이민아는 INAC 고베 레오네사로 이적했다. 이천 대교에서 심서연, 구미 스포츠토토에서 이소담, 수원 FMC에서 김우리, 김민정을 영입했다. 신인 드래프트에서는 한채린(위덕대), 권도희(고려대)를 선발했다. 시즌 21승6무1패로 리그 1위를 기록했다. 하지만 챔프전 1차전 경주 한국 수력원자력에게 3:0으로 패배하며 우승을 2년차 새내기팀에게 내줄 위기도 있었으나 2차전 4:1 승리, 승부차기에서도 김정미의 선방으로 팀은 통합 6연패를 기록했다.

### 2019 시즌
수원도시공사를 상대로 1차전 0:0 2차전 후반 27분 따이스가 골을 성공하며 합산스코어 1:0으로 현대제철은 7연패를 기록했다.

### 2020 시즌
챔프전 상대는 경주한수원 (1무2패)였다. 1차전은 골대만 4번 강타하는 불운을 보이며 0:0으로 무승부였으나
2차전은 후반 30분 전국민의 결과
후반 추가시간 막바지 엘리의 골로 8연패에 성공했고 MVP는 엘리였다.

## 연혁
- 1993 - 실업팀 창단 (인천제철 여자축구단)
- 1994 - 대통령배 대회 3위
- 1995 - 여왕기 준우승
- 1996 - 대통령배 우승, 도로공사배 대회 우승
- 1997 - 코리안 리그 우승
- 1998 - 4개대회 우승
- 1999 - 5개대회 우승
- 2000 - 3개대회 우승
- 2001 - 4개대회 우승 , INI STEEL 여자축구단으로 팀명 변경
- 2002 - 3개대회 우승
- 2003 - 4개대회 우승
- 2004 - 4개대회 우승
- 2005 - 4개대회 우승
- 2006 - 4개대회 우승 , 현대제철 여자축구단으로 팀명 변경
- 2007 - 여왕기 우승, 통일대기 준우승
- 2008 - 전국여자축구선수권대회 우승
- 2009 - 리그성적 : 2위 , 챔피언결정전 준우승 (VS 고양대교) , 제90회 대전 전국체전 우승
- 2010 - 리그성적 : 1위 , 챔피언결정전 준우승 (VS 수원FMC)
- 2011 - 리그성적 : 2위 , 챔피언결정전 준우승 (VS 고양대교)
- 2012 - 리그성적 : 2위 , 챔피언결정전 준우승 (VS 고양대교) , 제11회 전국여자축구선수권대회 우승 , 제93회 대구 전국체전 우승
- 2013 - 리그성적 : 1위 , 챔피언결정전 우승 (VS 서울시청)
- 2014 - 리그성적 : 1위 , 챔피언결정전 우승 (VS 고양대교) , 제95회 제주 전국체전 우승
- 2015 - 리그성적 : 1위 , 챔피언결정전 우승 (VS 이천대교) , WK리그 최초 3년 연속 통합 우승 , 제14회 전국여자축구선수권대회(울산 남구) 우승 , 인천 남동 아시아드 경기장을 홈구장으로 사용
- 2016 - 리그성적 : 1위 , 챔피언결정전 우승 (VS 이천대교) , WK리그 최초 정규리그 5번째 1위 및 4년 연속 통합 우승 , 제15회 전국여자축구선수권대회(울산 남구) 우승
- 2017 - 리그성적 : 1위 , 챔피언결정전 우승 (VS 화천KSPO) , WK리그 최초 정규리그 6번째 1위 및 5년 연속 통합 우승 , 제98회 충북 전국체전 (충북 충주) 우승
- 2018 - 리그성적 : 1위 , 챔피언결정전 우승 (VS 경주한수원) , WK리그 최초 정규리그 7번째 1위 및 6년 연속 통합 우승 , 제99회 전북 전국체전 (전북 군산) 우승
- 2019 - 리그성적 : 1위 , 챔피언결정전 우승 (VS 수원도시공사) , WK리그 최초 정규리그 8번째 1위 및 7년 연속 통합 우승 , 제100회 서울 전국체전 (전북 군산) 3위, 2019 FIFA / AFC 여자 클럽 챔피언십 3위

## 역대 감독
- 1대 변병주 1993
- 2대 김평석 1993
- 3대 안종관 1994 ~ 2009
- 4대 이문석 2010 ~ 2011
- 5대 최인철 2012 ~ 2019
- 6대 정성천 2019 ~ 2021
- 7대 김은숙 2022 ~ 2024
- 8대 허정재 2025 ~

## 코칭 스태프
- 감독 :  김은숙
- 코치 :  정상남
- 피지컬 코치 :   박넝쿨
- GK 코치 :  이광석
- 전력분석관 :  이주한
- 의무트레이너 :  김은명  이선희
- 통역 :  김새로미

## 선수단
| 번호 | 포지션 | 국적     | 이름     |
| ---- | ------ | -------- | -------- |
| 1    | GK     | 대한민국 | 백현희   |
| 18   | GK     | 대한민국 | 김정미   |
| 24   | GK     | 대한민국 | 김민정   |
| 19   | DF     | 대한민국 | 윤혜인   |
| 2    | DF     | 대한민국 | 이덕주   |
| 20   | DF     | 대한민국 | 김혜리   |
| 26   | DF     | 대한민국 | 임선주   |
| 3    | DF     | 대한민국 | 신보미   |
| 4    | DF     | 대한민국 | 김도연   |
| 8    | DF     | 대한민국 | 홍혜지   |
| 14   | MF     | 대한민국 | 장창     |
| 15   | MF     | 대한민국 | 김빛나   |
| 16   | MF     | 대한민국 | 장슬기   |
| 17   | MF     | 대한민국 | 이세은   |
| 23   | MF     | 대한민국 | 이민아   |
| 27   | MF     | 대한민국 | 남궁예지 |
| 29   | MF     | 대한민국 | 이시율   |
| 6    | MF     | 대한민국 | 정유진   |
| 13   | FW     | 대한민국 | 박희영   |
| 21   | FW     | 대한민국 | 최유정   |
| 22   | FW     | 대한민국 | 최유리   |
| 28   | FW     | 대한민국 | 강채림   |
| 7    | FW     | 대한민국 | 손화연   |
| 9    | FW     | 대한민국 | 정설빈   |

### 과거 유명 선수
- 이명화
- 이미연 (보은상무 여자축구단 감독)
- 유영실 (서울시청 여자축구단 감독)
- 김은숙 (인천현대제철 레드엔젤스 감독)
- 황인선 (대한민국 여자 축구 국가대표팀 코치)
- 진숙희 (前 보은상무 여자축구단 코치)
- 정호정
- 송주희 (경주 한수원 여자축구단 감독 / 대한축구협회 선임소위원회 위원)
- 이지은 (前 세종 스포츠토토 여자축구단 감독)
- 신순남
- 김진희 (대한축구협회 경기 감독관 / 인천 현대제철 레드엔젤스 유소녀 축구교실 코치)
- 김결실
- 이계림
- 박명화 (인천현대제철 레드엔젤스 유소녀 축구교실 감독)

## 시즌별 개요
| 시즌 | 대회                                | 팀 | 경기 | 승 | 무 | 패 | 득 | 실 | 차  | 승점 | 순위    |
| ---- | ----------------------------------- | -- | ---- | -- | -- | -- | -- | -- | --- | ---- | ------- |
| 1994 | 전국축구선수권대회                  | 6  | 3    | 1  | 1  | 1  | 4  | 5  | -1  |      | 4강     |
| 1994 | 대통령배 전국축구대회               | 6  | 2    | 1  | 0  | 1  | 4  | 3  | +1  | 3    | 1조 2위 |
| 1994 | 여왕기 전국여자축구대회             | 6  | 2    | 1  | 0  | 1  | 3  | 2  | +1  | 3    | 2조 2위 |
| 1995 | 대통령배 전국축구대회               | 6  | 3    | 2  | 0  | 1  | 13 | 4  | +9  |      | 4강     |
| 1995 | 여왕기 전국여자축구대회             | 6  | 4    | 3  | 0  | 1  | 8  | 3  | -5  |      | 2위     |
| 1995 | 전국축구선수권대회                  | 5  | 4    | 2  | 1  | 1  | 3  | 5  | -2  | 7    | 3위     |
| 1997 | 한국도로공사배 전국여자종별축구대회 | 5  | 4    | ?  | ?  | ?  | ?  | ?  | ?   | ?    | 불명    |
| 2014 | WK리그                              | 7  | 24   | 16 | 5  | 3  | 49 | 14 | +35 | 53   | 1위     |
| 2014 | WK리그 챔피언십                     | 3  | 2    | 1  | 1  | 0  | 1  | 0  | +1  |      | 1위     |
| 2014 | 전국체육대회                        | 8  | 3    | 1  | 2  | 0  | 4  | 3  | +1  |      | 1위     |

## 같이 보기
- WK리그
- 현대제철